# Tour de France de 2022
A 109.ª edição do Tour de France foi uma corrida de ciclismo em estrada por etapas que se disputou entre a 1 e a 24 de julho de 2022 com início em Copenhaga em Dinamarca e final em Paris na França.
A corrida foi a segunda e a mais importante das denominadas Grandes Voltas da temporada e fez parte do circuito UCI WorldTour de 2022 dentro da categoria 2.uwT sendo a vigésima terceira competição do calendário de máxima categoria mundial.
O vencedor foi o dinamarquês Jonas Vingegaard do Jumbo-Visma, quem conseguiu bater ao campeão das duas edições anteriores, o esloveno Tadej Pogačar do UAE Emirates que finalizou em segundo lugar. O pódio completou-o o britânico Geraint Thomas do Ineos Grenadiers.

## Equipas participantes
Tomaram a partida um total de 22 equipas, dos quais assistiram por direito próprio os 18 equipas de categoria UCI WorldTeam, bem como o Alpecin-Fenix e o Arkéa Samsic ao ser os dois melhores equipas UCI ProTeam da temporada anterior. As restantes 2 praças foram destinadas a equipas franceses UCI ProTeam por convite directo dos organizadores da prova. O pelotão inicial estava conformado por 176 ciclistas dos quais terminaram 135. As equipas participantes foram:
| Equipes WorldTeam (18)- AG2R Citroën Team - Astana Qazaqstan Team - Bahrain Victorious - Bora-Hansgrohe - Cofidis - EF Education-EasyPost - Groupama-FDJ - Ineos Grenadiers - Intermarché-Wanty-Gobert Matériaux - Israel-Premier Tech - Lotto-Soudal - Movistar Team - Quick-Step Alpha Vinyl - BikeExchange-Jayco - Team DSM - Jumbo-Visma - Trek-Segafredo - UAE Team Emirates Equipes ProTeam (4)- Alpecin-Deceuninck - Arkéa-Samsic - B&B Hotels-KTM - TotalEnergies |
| |

## Etapas
| Etapa | Data        | Percurso                                 | type                      | Distância (km) | Elevação (m) | Vencedor           | Líder geral      |
| ----- | ----------- | ---------------------------------------- | ------------------------- | -------------- | ------------ | ------------------ | ---------------- |
| 1     | 1 jul.      | Copenhaga – Copenhaga                    | contrarrelógio individual | 13,2           | 20 m         | Yves Lampaert      | Yves Lampaert    |
| 2     | 2 jul.      | Roskilde – Nyborg                        | etapa plana               | 202,2          | 1 102 m      | Fabio Jakobsen     | Wout van Aert    |
| 3     | 3 jul.      | Vejle – Sønderborg                       | etapa plana               | 182            | 1 285 m      | Dylan Groenewegen  | Wout van Aert    |
|       | 4 de julho  | Dia de descanso                          | Dia de descanso           |                |              |                    |                  |
| 4     | 5 jul.      | Dunquerque – Calais                      | etapa escarpada           | 171,5          | 1 796 m      | Wout van Aert      | Wout van Aert    |
| 5     | 6 jul.      | Lille – Bosque de Arenberg               | etapa escarpada           | 157            | 537 m        | Simon Clarke       | Wout van Aert    |
| 6     | 7 jul.      | Binche – Longwy                          | etapa escarpada           | 219,9          | 2 483 m      | Tadej Pogačar      | Tadej Pogačar    |
| 7     | 8 jul.      | Tomblaine – La Planche des Belles Filles | alta montanha             | 176,3          | 2 532 m      | Tadej Pogačar      | Tadej Pogačar    |
| 8     | 9 jul.      | Dole – Lausana                           | etapa escarpada           | 186,3          | 2 529 m      | Wout van Aert      | Tadej Pogačar    |
| 9     | 10 jul.     | Aigle – Châtel                           | alta montanha             | 192,9          | 3 695 m      | Bob Jungels        | Tadej Pogačar    |
|       | 11 de julho | Dia de descanso                          | Dia de descanso           |                |              |                    |                  |
| 10    | 12 jul.     | Morzine – Megève                         | etapa escarpada           | 148,1          | 2 775 m      | Magnus Cort        | Tadej Pogačar    |
| 11    | 13 jul.     | Albertville – Col du Granon              | alta montanha             | 151,7          | 4 036 m      | Jonas Vingegaard   | Jonas Vingegaard |
| 12    | 14 jul.     | Briançon – Alpe d'Huez                   | alta montanha             | 165,1          | 4 661 m      | Thomas Pidcock     | Jonas Vingegaard |
| 13    | 15 jul.     | Le Bourg-d'Oisans – Saint-Étienne        | etapa plana               | 192,6          | 2 114 m      | Mads Pedersen      | Jonas Vingegaard |
| 14    | 16 jul.     | Saint-Étienne – Mende                    | média montanha            | 192,5          | 3 499 m      | Michael Matthews   | Jonas Vingegaard |
| 15    | 17 jul.     | Rodez – Carcassonne                      | etapa plana               | 202,5          | 2 416 m      | Jasper Philipsen   | Jonas Vingegaard |
|       | 18 de julho | Dia de descanso                          | Dia de descanso           |                |              |                    |                  |
| 16    | 19 jul.     | Carcassonne – Foix                       | média montanha            | 178,5          | 3 422 m      | Hugo Houle         | Jonas Vingegaard |
| 17    | 20 jul.     | Saint-Gaudens – Peyragudes               | alta montanha             | 129,7          | 3 368 m      | Tadej Pogačar      | Jonas Vingegaard |
| 18    | 21 jul.     | Lourdes – Hautacam                       | alta montanha             | 143,2          | 4 056 m      | Jonas Vingegaard   | Jonas Vingegaard |
| 19    | 22 jul.     | Castelnau-Magnoac – Cahors               | etapa plana               | 188,3          | 1 326 m      | Christophe Laporte | Jonas Vingegaard |
| 20    | 23 jul.     | Lacapelle-Marival – Rocamadour           | contrarrelógio individual | 40,7           | 442 m        | Wout van Aert      | Jonas Vingegaard |
| 21    | 24 jul.     | Paris La Défense Arena – Paris           | etapa plana               | 115,6          | 614 m        | Jasper Philipsen   | Jonas Vingegaard |

## Classificações finais
As classificações finalizaram da seguinte forma:

### Classificação geral(Maillot Jaune)
| \| Classificação geral \| Classificação geral \| Classificação geral \| Classificação geral \| Classificação geral \| \| Ciclista \| Ciclista \| Equipe \| Tempo \| \| \| ------------------- \| ------------------- \| ---------------------------------- \| ------------------- \| ------------------- \| \| 1. \| Jonas Vingegaard \| Jumbo-Visma \| 79h33m20s \| \| \| 2. \| Tadej Pogačar \| UAE Team Emirates \| + 2m43s \| \| \| 3. \| Geraint Thomas \| Ineos Grenadiers \| + 7m22s \| \| \| 4. \| David Gaudu \| Groupama-FDJ \| + 13m39s \| \| \| 5. \| Aleksandr Vlasov \| Bora-Hansgrohe \| + 15m46s \| \| \| 6. \| Nairo Quintana \| Arkéa-Samsic \| DQ \| \| \| 7. \| Romain Bardet \| Team DSM \| + 18m11s \| \| \| 8. \| Louis Meintjes \| Intermarché-Wanty-Gobert Matériaux \| + 18m44s \| \| \| 9. \| Alexey Lutsenko \| Astana Qazaqstan Team \| + 22m56s \| \| \| 10. \| Adam Yates \| Ineos Grenadiers \| + 24m52s \| \| \| 11. \| Valentin Madouas \| Groupama-FDJ \| + 35m59s \| \| \| 12. \| Bob Jungels \| AG2R Citroën Team \| + 45m23s \| \| \| 13. \| Neilson Powless \| EF Education-EasyPost \| + 46m57s \| \| \| 14. \| Luis León Sánchez \| Bahrain Victorious \| + 49m18s \| \| \| 15. \| Thibaut Pinot \| Groupama-FDJ \| + 50m25s \| \| \| 16. \| Patrick Konrad \| Bora-Hansgrohe \| + 56m54s \| \| \| 17. \| Thomas Pidcock \| Ineos Grenadiers \| + 1h01m15s \| \| \| 18. \| Sepp Kuss \| Jumbo-Visma \| + 1h02m29s \| \| \| 19. \| Dylan Teuns \| Bahrain Victorious \| + 1h11m30s \| \| \| 20. \| Brandon McNulty \| UAE Team Emirates \| + 1h31m19s \| \| \| 21. \| Matteo Jorgenson \| Movistar Team \| + 1h33m57s \| \| \| 22. \| Wout van Aert \| Jumbo-Visma \| + 1h35m55s \| \| \| 23. \| Nick Schultz \| BikeExchange-Jayco \| + 1h39m41s \| \| \| 24. \| Hugo Houle \| Israel-Premier Tech \| + 1h42m14s \| \| \| 25. \| Bauke Mollema \| Trek-Segafredo \| + 1h45m57s \| \| |                   |                                    |            |
| |                   |                                    |            |
| Fonte: ProCyclingStats |                   |                                    |            |
| Classificação geral |                   |                                    |            |
| Ciclista | Ciclista          | Equipe                             | Tempo      |
| 1. | Jonas Vingegaard  | Jumbo-Visma                        | 79h33m20s  |
| 2. | Tadej Pogačar     | UAE Team Emirates                  | + 2m43s    |
| 3. | Geraint Thomas    | Ineos Grenadiers                   | + 7m22s    |
| 4. | David Gaudu       | Groupama-FDJ                       | + 13m39s   |
| 5. | Aleksandr Vlasov  | Bora-Hansgrohe                     | + 15m46s   |
| 6. | Nairo Quintana    | Arkéa-Samsic                       | DQ         |
| 7. | Romain Bardet     | Team DSM                           | + 18m11s   |
| 8. | Louis Meintjes    | Intermarché-Wanty-Gobert Matériaux | + 18m44s   |
| 9. | Alexey Lutsenko   | Astana Qazaqstan Team              | + 22m56s   |
| 10. | Adam Yates        | Ineos Grenadiers                   | + 24m52s   |
| 11. | Valentin Madouas  | Groupama-FDJ                       | + 35m59s   |
| 12. | Bob Jungels       | AG2R Citroën Team                  | + 45m23s   |
| 13. | Neilson Powless   | EF Education-EasyPost              | + 46m57s   |
| 14. | Luis León Sánchez | Bahrain Victorious                 | + 49m18s   |
| 15. | Thibaut Pinot     | Groupama-FDJ                       | + 50m25s   |
| 16. | Patrick Konrad    | Bora-Hansgrohe                     | + 56m54s   |
| 17. | Thomas Pidcock    | Ineos Grenadiers                   | + 1h01m15s |
| 18. | Sepp Kuss         | Jumbo-Visma                        | + 1h02m29s |
| 19. | Dylan Teuns       | Bahrain Victorious                 | + 1h11m30s |
| 20. | Brandon McNulty   | UAE Team Emirates                  | + 1h31m19s |
| 21. | Matteo Jorgenson  | Movistar Team                      | + 1h33m57s |
| 22. | Wout van Aert     | Jumbo-Visma                        | + 1h35m55s |
| 23. | Nick Schultz      | BikeExchange-Jayco                 | + 1h39m41s |
| 24. | Hugo Houle        | Israel-Premier Tech                | + 1h42m14s |
| 25. | Bauke Mollema     | Trek-Segafredo                     | + 1h45m57s |

### Classificação por pontos(Maillot Vert)
| Classificação por pontos | Classificação por pontos | Classificação por pontos | Classificação por pontos | Classificação por pontos |
| Ciclista                 | Ciclista                 | Equipe                   | Pontos                   |                          |
| ------------------------ | ------------------------ | ------------------------ | ------------------------ | ------------------------ |
| 1.                       | Wout van Aert            | Jumbo-Visma              | 480 pts                  |                          |
| 2.                       | Jasper Philipsen         | Alpecin-Deceuninck       | 286 pts                  |                          |
| 3.                       | Tadej Pogačar            | UAE Team Emirates        | 250 pts                  |                          |
| 4.                       | Christophe Laporte       | Jumbo-Visma              | 171 pts                  |                          |
| 5.                       | Fabio Jakobsen           | Quick-Step Alpha Vinyl   | 159 pts                  |                          |
| 6.                       | Mads Pedersen            | Trek-Segafredo           | 158 pts                  |                          |
| 7.                       | Jonas Vingegaard         | Jumbo-Visma              | 157 pts                  |                          |
| 8.                       | Michael Matthews         | BikeExchange-Jayco       | 133 pts                  |                          |
| 9.                       | Peter Sagan              | TotalEnergies            | 120 pts                  |                          |
| 10.                      | Dylan Groenewegen        | BikeExchange-Jayco       | 116 pts                  |                          |

### Classificação da montanha(Maillot à Pois Rouges)
| Classificação da montanha | Classificação da montanha | Classificação da montanha          | Classificação da montanha | Classificação da montanha |
| Ciclista                  | Ciclista                  | Equipe                             | Pontos                    |                           |
| ------------------------- | ------------------------- | ---------------------------------- | ------------------------- | ------------------------- |
| 1.                        | Jonas Vingegaard          | Jumbo-Visma                        | 72 pts                    |                           |
| 2.                        | Simon Geschke             | Cofidis                            | 65 pts                    |                           |
| 3.                        | Giulio Ciccone            | Trek-Segafredo                     | 61 pts                    |                           |
| 4.                        | Tadej Pogačar             | UAE Team Emirates                  | 61 pts                    |                           |
| 5.                        | Wout van Aert             | Jumbo-Visma                        | 59 pts                    |                           |
| 6.                        | Thibaut Pinot             | Groupama-FDJ                       | 52 pts                    |                           |
| 7.                        | Louis Meintjes            | Intermarché-Wanty-Gobert Matériaux | 39 pts                    |                           |
| 8.                        | Neilson Powless           | EF Education-EasyPost              | 37 pts                    |                           |
| 9.                        | Pierre Latour             | TotalEnergies                      | 35 pts                    |                           |
| 10.                       | Geraint Thomas            | Ineos Grenadiers                   | 32 pts                    |                           |

### Classificação do melhor jovem(Maillot Blanc)
| Classificação dos jovens | Classificação dos jovens | Classificação dos jovens           | Classificação dos jovens | Classificação dos jovens |
| Ciclista                 | Ciclista                 | Equipe                             | Tempo                    |                          |
| ------------------------ | ------------------------ | ---------------------------------- | ------------------------ | ------------------------ |
| 1.                       | Tadej Pogačar            | UAE Team Emirates                  | 79h36m03s                |                          |
| 2.                       | Thomas Pidcock           | Ineos Grenadiers                   | + 58m32s                 |                          |
| 3.                       | Brandon McNulty          | UAE Team Emirates                  | + 1h28m36s               |                          |
| 4.                       | Matteo Jorgenson         | Movistar Team                      | + 1h31m14s               |                          |
| 5.                       | Andreas Leknessund       | Team DSM                           | + 1h54m48s               |                          |
| 6.                       | Michael Storer           | Groupama-FDJ                       | + 2h20m32s               |                          |
| 7.                       | Georg Zimmermann         | Intermarché-Wanty-Gobert Matériaux | + 2h36m57s               |                          |
| 8.                       | Kevin Geniets            | Groupama-FDJ                       | + 2h45m25s               |                          |
| 9.                       | Fred Wright              | Bahrain Victorious                 | + 3h01m25s               |                          |
| 10.                      | Stan Dewulf              | AG2R Citroën Team                  | + 3h26m35s               |                          |

### Classificação por equipas(Classement par Équipe)
| Classificação por equipes | Classificação por equipes | Classificação por equipes | Classificação por equipes |
| Equipe                    | Equipe                    | Tempo                     |                           |
| ------------------------- | ------------------------- | ------------------------- | ------------------------- |
| 1.                        | Ineos Grenadiers          | 239h03m03s                |                           |
| 2.                        | Groupama-FDJ              | + 37m33s                  |                           |
| 3.                        | Jumbo-Visma               | + 44m54s                  |                           |
| 4.                        | Bora-Hansgrohe            | + 1h48m45s                |                           |
| 5.                        | Movistar Team             | + 2h11m22s                |                           |
| 6.                        | UAE Team Emirates         | + 2h19m54s                |                           |
| 7.                        | Bahrain Victorious        | + 2h58m32s                |                           |
| 8.                        | Team DSM                  | + 3h26m08s                |                           |
| 9.                        | Arkéa-Samsic              | + 3h56m51s                |                           |
| 10.                       | Astana Qazaqstan Team     | + 3h59m00s                |                           |

## Evolução das classificações
| Etapa |                           | Vencedor _         | Classificação geral | Prêmio por pontos | Prêmio de montanha | Juventude     | Disputa           | Equipes          |
| ----- | ------------------------- | ------------------ | ------------------- | ----------------- | ------------------ | ------------- | ----------------- | ---------------- |
| 1     | contrarrelógio individual | Yves Lampaert      | Yves Lampaert       | Yves Lampaert     | não atribuído      | Tadej Pogačar | não atribuído     | Jumbo-Visma      |
| 2     | etapa plana               | Fabio Jakobsen     | Wout van Aert       | Wout van Aert     | Magnus Cort        | Tadej Pogačar | Sven Erik Bystrøm | Jumbo-Visma      |
| 3     | etapa plana               | Dylan Groenewegen  | Wout van Aert       | Wout van Aert     | Magnus Cort        | Tadej Pogačar | Magnus Cort       | Jumbo-Visma      |
| 4     | etapa escarpada           | Wout van Aert      | Wout van Aert       | Wout van Aert     | Magnus Cort        | Tadej Pogačar | Anthony Perez     | Jumbo-Visma      |
| 5     | etapa escarpada           | Simon Clarke       | Wout van Aert       | Wout van Aert     | Magnus Cort        | Tadej Pogačar | Magnus Cort       | Ineos Grenadiers |
| 6     | etapa escarpada           | Tadej Pogačar      | Tadej Pogačar       | Wout van Aert     | Magnus Cort        | Tadej Pogačar | Wout van Aert     | Ineos Grenadiers |
| 7     | alta montanha             | Tadej Pogačar      | Tadej Pogačar       | Wout van Aert     | Magnus Cort        | Tadej Pogačar | Simon Geschke     | Ineos Grenadiers |
| 8     | etapa escarpada           | Wout van Aert      | Tadej Pogačar       | Wout van Aert     | Magnus Cort        | Tadej Pogačar | Mattia Cattaneo   | Ineos Grenadiers |
| 9     | alta montanha             | Bob Jungels        | Tadej Pogačar       | Wout van Aert     | Simon Geschke      | Tadej Pogačar | Thibaut Pinot     | Ineos Grenadiers |
| 10    | etapa escarpada           | Magnus Cort        | Tadej Pogačar       | Wout van Aert     | Simon Geschke      | Tadej Pogačar | Alberto Bettiol   | Ineos Grenadiers |
| 11    | alta montanha             | Jonas Vingegaard   | Jonas Vingegaard    | Wout van Aert     | Simon Geschke      | Tadej Pogačar | Warren Barguil    | Ineos Grenadiers |
| 12    | alta montanha             | Thomas Pidcock     | Jonas Vingegaard    | Wout van Aert     | Simon Geschke      | Tadej Pogačar | Thomas Pidcock    | Ineos Grenadiers |
| 13    | etapa plana               | Mads Pedersen      | Jonas Vingegaard    | Wout van Aert     | Simon Geschke      | Tadej Pogačar | Mads Pedersen     | Ineos Grenadiers |
| 14    | média montanha            | Michael Matthews   | Jonas Vingegaard    | Wout van Aert     | Simon Geschke      | Tadej Pogačar | Michael Matthews  | Ineos Grenadiers |
| 15    | etapa plana               | Jasper Philipsen   | Jonas Vingegaard    | Wout van Aert     | Simon Geschke      | Tadej Pogačar | Nils Politt       | Ineos Grenadiers |
| 16    | média montanha            | Hugo Houle         | Jonas Vingegaard    | Wout van Aert     | Simon Geschke      | Tadej Pogačar | Hugo Houle        | Ineos Grenadiers |
| 17    | alta montanha             | Tadej Pogačar      | Jonas Vingegaard    | Wout van Aert     | Simon Geschke      | Tadej Pogačar | Brandon McNulty   | Ineos Grenadiers |
| 18    | alta montanha             | Jonas Vingegaard   | Jonas Vingegaard    | Wout van Aert     | Jonas Vingegaard   | Tadej Pogačar | Wout van Aert     | Ineos Grenadiers |
| 19    | etapa plana               | Christophe Laporte | Jonas Vingegaard    | Wout van Aert     | Jonas Vingegaard   | Tadej Pogačar | Quinn Simmons     | Ineos Grenadiers |
| 20    | contrarrelógio individual | Wout van Aert      | Jonas Vingegaard    | Wout van Aert     | Jonas Vingegaard   | Tadej Pogačar | não atribuído     | Ineos Grenadiers |
| 21    | etapa plana               | Jasper Philipsen   | Jonas Vingegaard    | Wout van Aert     | Jonas Vingegaard   | Tadej Pogačar | não atribuído     | Ineos Grenadiers |
| Final | Final                     |                    | Jonas Vingegaard    | Wout van Aert     | Jonas Vingegaard   | Tadej Pogačar | Wout van Aert     | Ineos Grenadiers |

## Ciclistas participantes e posições finais
| UAE Team Emirates UAD | UAE Team Emirates UAD      | UAE Team Emirates UAD |
| --------------------- | -------------------------- | --------------------- |
| Num                   | Ciclista                   | Pos                   |
| 1                     | Tadej Pogačar (SLO)        | 2.                    |
| 2                     | George Bennett (NZL)       | NP-10                 |
| 3                     | Mikkel Bjerg (DEN)         | 124.                  |
| 4                     | Vegard Stake Laengen (NOR) | NP-8                  |
| 5                     | Rafał Majka (POL)          | NP-17                 |
| 6                     | Brandon McNulty (USA)      | 20.                   |
| 7                     | Marc Soler (ESP)           | HD-16                 |
| 8                     | Marc Hirschi (SUI)         | 127.                  |

| Jumbo-Visma TJV | Jumbo-Visma TJV            | Jumbo-Visma TJV |
| --------------- | -------------------------- | --------------- |
| Num             | Ciclista                   | Pos             |
| 11              | Primož Roglič (SLO)        | NP-15           |
| 12              | Tiesj Benoot (BEL)         | 36.             |
| 13              | Steven Kruijswijk (NED)    | DNF-15          |
| 14              | Sepp Kuss (USA)            | 18.             |
| 15              | Christophe Laporte (FRA)   | 75.             |
| 16              | Wout van Aert (BEL)        | 22.             |
| 17              | Nathan Van Hooydonck (BEL) | NP-20           |
| 18              | Jonas Vingegaard (DEN)     | 1.              |

| Ineos Grenadiers IGD | Ineos Grenadiers IGD               | Ineos Grenadiers IGD |
| -------------------- | ---------------------------------- | -------------------- |
| Num                  | Ciclista                           | Pos                  |
| 21                   | Geraint Thomas (GBR)               | 3.                   |
| 22                   | Daniel Felipe Martínez (COL) (CRI) | 30.                  |
| 23                   | Jonathan Castroviejo (ESP)         | 49.                  |
| 24                   | Filippo Ganna (ITA) (CRI)          | 95.                  |
| 25                   | Thomas Pidcock (GBR)               | 17.                  |
| 26                   | Luke Rowe (GBR)                    | 106.                 |
| 27                   | Dylan van Baarle (NED)             | 32.                  |
| 28                   | Adam Yates (GBR)                   | 10.                  |

| AG2R Citroën Team ACT | AG2R Citroën Team ACT        | AG2R Citroën Team ACT |
| --------------------- | ---------------------------- | --------------------- |
| Num                   | Ciclista                     | Pos                   |
| 31                    | Ben O'Connor (AUS)           | NP-10                 |
| 32                    | Geoffrey Bouchard (FRA)      | NP-8                  |
| 33                    | Mikaël Cherel (FRA)          | NP-16                 |
| 34                    | Benoît Cosnefroy (FRA)       | 91.                   |
| 35                    | Stan Dewulf (BEL)            | 65.                   |
| 36                    | Bob Jungels (LUX) (CRI)      | 12.                   |
| 37                    | Oliver Naesen (BEL)          | DNF-11                |
| 38                    | Aurélien Paret-Peintre (FRA) | NP-16                 |

| Bora-Hansgrohe BOH | Bora-Hansgrohe BOH                        | Bora-Hansgrohe BOH |
| ------------------ | ----------------------------------------- | ------------------ |
| Num                | Ciclista                                  | Pos                |
| 41                 | Aleksandr Vlasov (RUS)                    | 5.                 |
| 42                 | Felix Großschartner (AUT) (estrada e CRI) | 53.                |
| 43                 | Marco Haller (AUT)                        | 87.                |
| 44                 | Lennard Kämna (GER) (CRI)                 | NP-16              |
| 45                 | Patrick Konrad (AUT)                      | 16.                |
| 46                 | Nils Politt (GER) (estrada)               | 56.                |
| 47                 | Maximilian Schachmann (GER)               | 46.                |
| 48                 | Danny van Poppel (NED)                    | 109.               |

| Quick-Step Alpha Vinyl QST | Quick-Step Alpha Vinyl QST       | Quick-Step Alpha Vinyl QST |
| -------------------------- | -------------------------------- | -------------------------- |
| Num                        | Ciclista                         | Pos                        |
| 51                         | Fabio Jakobsen (NED)             | 130.                       |
| 52                         | Kasper Asgreen (DEN)             | NP-9                       |
| 53                         | Andrea Bagioli (ITA)             | 98.                        |
| 54                         | Mattia Cattaneo (ITA)            | 96.                        |
| 55                         | Mikkel Honoré (DEN)              | 112.                       |
| 56                         | Yves Lampaert (BEL)              | 120.                       |
| 57                         | Michael Mørkøv (DEN)             | HD-15                      |
| 58                         | Florian Sénéchal (FRA) (estrada) | 107.                       |

| Movistar Team MOV | Movistar Team MOV       | Movistar Team MOV |
| ----------------- | ----------------------- | ----------------- |
| Num               | Ciclista                | Pos               |
| 61                | Enric Mas (ESP)         | NP-19             |
| 62                | Imanol Erviti (ESP)     | NP-18             |
| 63                | Gorka Izagirre (ESP)    | NP-21             |
| 64                | Matteo Jorgenson (USA)  | 21.               |
| 65                | Gregor Mühlberger (AUT) | 29.               |
| 66                | Nelson Oliveira (POR)   | 52.               |
| 67                | Albert Torres (ESP)     | 134.              |
| 68                | Carlos Verona (ESP)     | 27.               |

| Cofidis COF | Cofidis COF               | Cofidis COF |
| ----------- | ------------------------- | ----------- |
| Num         | Ciclista                  | Pos         |
| 71          | Guillaume Martin (FRA)    | NP-9        |
| 72          | Pierre-Luc Périchon (FRA) | 63.         |
| 73          | Simon Geschke (GER)       | 45.         |
| 74          | Ion Izagirre (ESP)        | 40.         |
| 75          | Victor Lafay (FRA)        | DNF-13      |
| 76          | Anthony Perez (FRA)       | 84.         |
| 77          | Benjamin Thomas (FRA)     | 54.         |
| 78          | Max Walscheid (GER)       | NP-16       |

| Bahrain Victorious TBV | Bahrain Victorious TBV  | Bahrain Victorious TBV |
| ---------------------- | ----------------------- | ---------------------- |
| Num                    | Ciclista                | Pos                    |
| 81                     | Jack Haig (AUS)         | DNF-5                  |
| 82                     | Damiano Caruso (ITA)    | NP-18                  |
| 83                     | Kamil Gradek (POL)      | 118.                   |
| 84                     | Matej Mohorič (SLO)     | 86.                    |
| 85                     | Luis León Sánchez (ESP) | 14.                    |
| 86                     | Dylan Teuns (BEL)       | 19.                    |
| 87                     | Jan Tratnik (SLO)       | 72.                    |
| 88                     | Fred Wright (GBR)       | 55.                    |

| Groupama-FDJ GFC | Groupama-FDJ GFC        | Groupama-FDJ GFC |
| ---------------- | ----------------------- | ---------------- |
| Num              | Ciclista                | Pos              |
| 91               | David Gaudu (FRA)       | 4.               |
| 92               | Antoine Duchesne (CAN)  | 62.              |
| 93               | Kevin Geniets (LUX)     | 48.              |
| 94               | Stefan Küng (SUI) (CRI) | 33.              |
| 95               | Olivier Le Gac (FRA)    | 88.              |
| 96               | Valentin Madouas (FRA)  | 11.              |
| 97               | Thibaut Pinot (FRA)     | 15.              |
| 98               | Michael Storer (AUS)    | 35.              |

| Alpecin-Deceuninck AFC | Alpecin-Deceuninck AFC         | Alpecin-Deceuninck AFC |
| ---------------------- | ------------------------------ | ---------------------- |
| Num                    | Ciclista                       | Pos                    |
| 101                    | Mathieu van der Poel (NED)     | DNF-11                 |
| 102                    | Silvan Dillier (SUI)           | 60.                    |
| 103                    | Michael Gogl (AUT)             | DNF-5                  |
| 104                    | Alexander Krieger (GER)        | 104.                   |
| 105                    | Jasper Philipsen (BEL)         | 92.                    |
| 106                    | Edward Planckaert (BEL)        | 110.                   |
| 107                    | Kristian Sbaragli (ITA)        | 71.                    |
| 108                    | Guillaume Van Keirsbulck (BEL) | 123.                   |

| Team DSM DSM | Team DSM DSM             | Team DSM DSM |
| ------------ | ------------------------ | ------------ |
| Num          | Ciclista                 | Pos          |
| 111          | Romain Bardet (FRA)      | 7.           |
| 112          | Alberto Dainese (ITA)    | 100.         |
| 113          | John Degenkolb (GER)     | 105.         |
| 114          | Nils Eekhoff (NED)       | 119.         |
| 115          | Chris Hamilton (AUS)     | 38.          |
| 116          | Andreas Leknessund (NOR) | 28.          |
| 117          | Martijn Tusveld (NED)    | 64.          |
| 118          | Kevin Vermaerke (USA)    | DNF-8        |

| Intermarché-Wanty-Gobert Matériaux IWG | Intermarché-Wanty-Gobert Matériaux IWG | Intermarché-Wanty-Gobert Matériaux IWG |
| -------------------------------------- | -------------------------------------- | -------------------------------------- |
| Num                                    | Ciclista                               | Pos                                    |
| 121                                    | Alexander Kristoff (NOR)               | 102.                                   |
| 122                                    | Sven Erik Bystrøm (NOR)                | 93.                                    |
| 123                                    | Kobe Goossens (BEL)                    | 47.                                    |
| 124                                    | Louis Meintjes (RSA)                   | 8.                                     |
| 125                                    | Andrea Pasqualon (ITA)                 | 51.                                    |
| 126                                    | Adrien Petit (FRA)                     | 111.                                   |
| 127                                    | Taco van der Hoorn (NED)               | 125.                                   |
| 128                                    | Georg Zimmermann (GER)                 | 44.                                    |

| Astana Qazaqstan Team AST | Astana Qazaqstan Team AST   | Astana Qazaqstan Team AST |
| ------------------------- | --------------------------- | ------------------------- |
| Num                       | Ciclista                    | Pos                       |
| 131                       | Alexey Lutsenko (KAZ)       | 9.                        |
| 132                       | Aleksandr Riabushenko (BLR) | 97.                       |
| 133                       | Joe Dombrowski (USA)        | 43.                       |
| 134                       | Fabio Felline (ITA)         | DNF-17                    |
| 135                       | Dmitriy Gruzdev (KAZ)       | 114.                      |
| 136                       | Gianni Moscon (ITA)         | DNF-8                     |
| 137                       | Simone Velasco (ITA)        | 31.                       |
| 138                       | Andrey Zeits (KAZ)          | 39.                       |

| EF Education-EasyPost EFE | EF Education-EasyPost EFE | EF Education-EasyPost EFE |
| ------------------------- | ------------------------- | ------------------------- |
| Num                       | Ciclista                  | Pos                       |
| 141                       | Rigoberto Urán (COL)      | 26.                       |
| 142                       | Ruben Guerreiro (POR)     | NP-9                      |
| 143                       | Alberto Bettiol (ITA)     | 41.                       |
| 144                       | Stefan Bissegger (SUI)    | 83.                       |
| 145                       | Owain Doull (GBR)         | 90.                       |
| 146                       | Magnus Cort (DEN)         | NP-15                     |
| 147                       | Neilson Powless (USA)     | 13.                       |
| 148                       | Jonas Rutsch (GER)        | 94.                       |

| Arkéa-Samsic ARK | Arkéa-Samsic ARK      | Arkéa-Samsic ARK |
| ---------------- | --------------------- | ---------------- |
| Num              | Ciclista              | Pos              |
| 151              | Nairo Quintana (COL)  | DQ               |
| 152              | Warren Barguil (FRA)  | NP-13            |
| 153              | Maxime Bouet (FRA)    | 50.              |
| 154              | Amaury Capiot (BEL)   | 85.              |
| 155              | Hugo Hofstetter (FRA) | 82.              |
| 156              | Matis Louvel (FRA)    | 74.              |
| 157              | Łukasz Owsian (POL)   | 42.              |
| 158              | Connor Swift (GBR)    | 70.              |

| Lotto-Soudal LTS | Lotto-Soudal LTS                            | Lotto-Soudal LTS |
| ---------------- | ------------------------------------------- | ---------------- |
| Num              | Ciclista                                    | Pos              |
| 161              | Caleb Ewan (AUS)                            | 135.             |
| 162              | Frederik Frison (BEL)                       | 131.             |
| 163              | Philippe Gilbert (BEL)                      | 76.              |
| 164              | Reinardt Janse van Rensburg (RSA) (estrada) | 132.             |
| 165              | Andreas Kron (DEN)                          | 73.              |
| 166              | Brent Van Moer (BEL)                        | 121.             |
| 167              | Florian Vermeersch (BEL)                    | 108.             |
| 168              | Tim Wellens (BEL)                           | NP-17            |

| Trek-Segafredo TFS | Trek-Segafredo TFS        | Trek-Segafredo TFS |
| ------------------ | ------------------------- | ------------------ |
| Num                | Ciclista                  | Pos                |
| 171                | Mads Pedersen (DEN)       | 99.                |
| 172                | Giulio Ciccone (ITA)      | 59.                |
| 173                | Tony Gallopin (FRA)       | 37.                |
| 174                | Alex Kirsch (LUX)         | DNF-6              |
| 175                | Bauke Mollema (NED) (CRI) | 25.                |
| 176                | Quinn Simmons (USA)       | 67.                |
| 177                | Toms Skujiņš (LAT) (CRI)  | 61.                |
| 178                | Jasper Stuyven (BEL)      | 81.                |

| TotalEnergies TEN | TotalEnergies TEN           | TotalEnergies TEN |
| ----------------- | --------------------------- | ----------------- |
| Num               | Ciclista                    | Pos               |
| 181               | Peter Sagan (SVK) (estrada) | 116.              |
| 182               | Edvald Boasson Hagen (NOR)  | 58.               |
| 183               | Maciej Bodnar (POL) (CRI)   | 115.              |
| 184               | Mathieu Burgaudeau (FRA)    | 68.               |
| 185               | Pierre Latour (FRA)         | 57.               |
| 186               | Daniel Oss (ITA)            | NP-6              |
| 187               | Anthony Turgis (FRA)        | 129.              |
| 188               | Alexis Vuillermoz (FRA)     | NP-10             |

| Israel-Premier Tech IPT | Israel-Premier Tech IPT | Israel-Premier Tech IPT |
| ----------------------- | ----------------------- | ----------------------- |
| Num                     | Ciclista                | Pos                     |
| 191                     | Chris Froome (GBR)      | NP-18                   |
| 192                     | Guillaume Boivin (CAN)  | NP-21                   |
| 193                     | Simon Clarke (AUS)      | NP-15                   |
| 194                     | Jakob Fuglsang (DEN)    | NP-16                   |
| 195                     | Guy Niv (ISR)           | 77.                     |
| 196                     | Hugo Houle (CAN)        | 24.                     |
| 197                     | Krists Neilands (LAT)   | 79.                     |
| 198                     | Michael Woods (CAN)     | NP-21                   |

| BikeExchange-Jayco BEX | BikeExchange-Jayco BEX        | BikeExchange-Jayco BEX |
| ---------------------- | ----------------------------- | ---------------------- |
| Num                    | Ciclista                      | Pos                    |
| 201                    | Michael Matthews (AUS)        | 78.                    |
| 202                    | Jack Bauer (NZL)              | 122.                   |
| 203                    | Luke Durbridge (AUS)          | NP-10                  |
| 204                    | Dylan Groenewegen (NED)       | 117.                   |
| 205                    | Amund Grøndahl Jansen (NOR)   | 133.                   |
| 206                    | Christopher Juul-Jensen (DEN) | 128.                   |
| 207                    | Luka Mezgec (SLO)             | 101.                   |
| 208                    | Nick Schultz (AUS)            | 23.                    |

| B&B Hotels-KTM BBK | B&B Hotels-KTM BBK          | B&B Hotels-KTM BBK |
| ------------------ | --------------------------- | ------------------ |
| Num                | Ciclista                    | Pos                |
| 211                | Franck Bonnamour (FRA)      | 66.                |
| 212                | Cyril Barthe (FRA)          | 80.                |
| 213                | Alexis Gougeard (FRA)       | 89.                |
| 214                | Jérémy Lecroq (FRA)         | 126.               |
| 215                | Cyril Lemoine (FRA)         | 113.               |
| 216                | Luca Mozzato (ITA)          | 103.               |
| 217                | Pierre Rolland (FRA)        | 69.                |
| 218                | Sebastian Schönberger (AUT) | 34.                |

| UAE Team Emirates UAD | UAE Team Emirates UAD      | UAE Team Emirates UAD |
| --------------------- | -------------------------- | --------------------- |
| Num                   | Ciclista                   | Pos                   |
| 1                     | Tadej Pogačar (SLO)        | 2.                    |
| 2                     | George Bennett (NZL)       | NP-10                 |
| 3                     | Mikkel Bjerg (DEN)         | 124.                  |
| 4                     | Vegard Stake Laengen (NOR) | NP-8                  |
| 5                     | Rafał Majka (POL)          | NP-17                 |
| 6                     | Brandon McNulty (USA)      | 20.                   |
| 7                     | Marc Soler (ESP)           | HD-16                 |
| 8                     | Marc Hirschi (SUI)         | 127.                  |

| Jumbo-Visma TJV | Jumbo-Visma TJV            | Jumbo-Visma TJV |
| --------------- | -------------------------- | --------------- |
| Num             | Ciclista                   | Pos             |
| 11              | Primož Roglič (SLO)        | NP-15           |
| 12              | Tiesj Benoot (BEL)         | 36.             |
| 13              | Steven Kruijswijk (NED)    | DNF-15          |
| 14              | Sepp Kuss (USA)            | 18.             |
| 15              | Christophe Laporte (FRA)   | 75.             |
| 16              | Wout van Aert (BEL)        | 22.             |
| 17              | Nathan Van Hooydonck (BEL) | NP-20           |
| 18              | Jonas Vingegaard (DEN)     | 1.              |

| Ineos Grenadiers IGD | Ineos Grenadiers IGD               | Ineos Grenadiers IGD |
| -------------------- | ---------------------------------- | -------------------- |
| Num                  | Ciclista                           | Pos                  |
| 21                   | Geraint Thomas (GBR)               | 3.                   |
| 22                   | Daniel Felipe Martínez (COL) (CRI) | 30.                  |
| 23                   | Jonathan Castroviejo (ESP)         | 49.                  |
| 24                   | Filippo Ganna (ITA) (CRI)          | 95.                  |
| 25                   | Thomas Pidcock (GBR)               | 17.                  |
| 26                   | Luke Rowe (GBR)                    | 106.                 |
| 27                   | Dylan van Baarle (NED)             | 32.                  |
| 28                   | Adam Yates (GBR)                   | 10.                  |

| AG2R Citroën Team ACT | AG2R Citroën Team ACT        | AG2R Citroën Team ACT |
| --------------------- | ---------------------------- | --------------------- |
| Num                   | Ciclista                     | Pos                   |
| 31                    | Ben O'Connor (AUS)           | NP-10                 |
| 32                    | Geoffrey Bouchard (FRA)      | NP-8                  |
| 33                    | Mikaël Cherel (FRA)          | NP-16                 |
| 34                    | Benoît Cosnefroy (FRA)       | 91.                   |
| 35                    | Stan Dewulf (BEL)            | 65.                   |
| 36                    | Bob Jungels (LUX) (CRI)      | 12.                   |
| 37                    | Oliver Naesen (BEL)          | DNF-11                |
| 38                    | Aurélien Paret-Peintre (FRA) | NP-16                 |

| Bora-Hansgrohe BOH | Bora-Hansgrohe BOH                        | Bora-Hansgrohe BOH |
| ------------------ | ----------------------------------------- | ------------------ |
| Num                | Ciclista                                  | Pos                |
| 41                 | Aleksandr Vlasov (RUS)                    | 5.                 |
| 42                 | Felix Großschartner (AUT) (estrada e CRI) | 53.                |
| 43                 | Marco Haller (AUT)                        | 87.                |
| 44                 | Lennard Kämna (GER) (CRI)                 | NP-16              |
| 45                 | Patrick Konrad (AUT)                      | 16.                |
| 46                 | Nils Politt (GER) (estrada)               | 56.                |
| 47                 | Maximilian Schachmann (GER)               | 46.                |
| 48                 | Danny van Poppel (NED)                    | 109.               |

| Quick-Step Alpha Vinyl QST | Quick-Step Alpha Vinyl QST       | Quick-Step Alpha Vinyl QST |
| -------------------------- | -------------------------------- | -------------------------- |
| Num                        | Ciclista                         | Pos                        |
| 51                         | Fabio Jakobsen (NED)             | 130.                       |
| 52                         | Kasper Asgreen (DEN)             | NP-9                       |
| 53                         | Andrea Bagioli (ITA)             | 98.                        |
| 54                         | Mattia Cattaneo (ITA)            | 96.                        |
| 55                         | Mikkel Honoré (DEN)              | 112.                       |
| 56                         | Yves Lampaert (BEL)              | 120.                       |
| 57                         | Michael Mørkøv (DEN)             | HD-15                      |
| 58                         | Florian Sénéchal (FRA) (estrada) | 107.                       |

| Movistar Team MOV | Movistar Team MOV       | Movistar Team MOV |
| ----------------- | ----------------------- | ----------------- |
| Num               | Ciclista                | Pos               |
| 61                | Enric Mas (ESP)         | NP-19             |
| 62                | Imanol Erviti (ESP)     | NP-18             |
| 63                | Gorka Izagirre (ESP)    | NP-21             |
| 64                | Matteo Jorgenson (USA)  | 21.               |
| 65                | Gregor Mühlberger (AUT) | 29.               |
| 66                | Nelson Oliveira (POR)   | 52.               |
| 67                | Albert Torres (ESP)     | 134.              |
| 68                | Carlos Verona (ESP)     | 27.               |

| Cofidis COF | Cofidis COF               | Cofidis COF |
| ----------- | ------------------------- | ----------- |
| Num         | Ciclista                  | Pos         |
| 71          | Guillaume Martin (FRA)    | NP-9        |
| 72          | Pierre-Luc Périchon (FRA) | 63.         |
| 73          | Simon Geschke (GER)       | 45.         |
| 74          | Ion Izagirre (ESP)        | 40.         |
| 75          | Victor Lafay (FRA)        | DNF-13      |
| 76          | Anthony Perez (FRA)       | 84.         |
| 77          | Benjamin Thomas (FRA)     | 54.         |
| 78          | Max Walscheid (GER)       | NP-16       |

| Bahrain Victorious TBV | Bahrain Victorious TBV  | Bahrain Victorious TBV |
| ---------------------- | ----------------------- | ---------------------- |
| Num                    | Ciclista                | Pos                    |
| 81                     | Jack Haig (AUS)         | DNF-5                  |
| 82                     | Damiano Caruso (ITA)    | NP-18                  |
| 83                     | Kamil Gradek (POL)      | 118.                   |
| 84                     | Matej Mohorič (SLO)     | 86.                    |
| 85                     | Luis León Sánchez (ESP) | 14.                    |
| 86                     | Dylan Teuns (BEL)       | 19.                    |
| 87                     | Jan Tratnik (SLO)       | 72.                    |
| 88                     | Fred Wright (GBR)       | 55.                    |

| Groupama-FDJ GFC | Groupama-FDJ GFC        | Groupama-FDJ GFC |
| ---------------- | ----------------------- | ---------------- |
| Num              | Ciclista                | Pos              |
| 91               | David Gaudu (FRA)       | 4.               |
| 92               | Antoine Duchesne (CAN)  | 62.              |
| 93               | Kevin Geniets (LUX)     | 48.              |
| 94               | Stefan Küng (SUI) (CRI) | 33.              |
| 95               | Olivier Le Gac (FRA)    | 88.              |
| 96               | Valentin Madouas (FRA)  | 11.              |
| 97               | Thibaut Pinot (FRA)     | 15.              |
| 98               | Michael Storer (AUS)    | 35.              |

| Alpecin-Deceuninck AFC | Alpecin-Deceuninck AFC         | Alpecin-Deceuninck AFC |
| ---------------------- | ------------------------------ | ---------------------- |
| Num                    | Ciclista                       | Pos                    |
| 101                    | Mathieu van der Poel (NED)     | DNF-11                 |
| 102                    | Silvan Dillier (SUI)           | 60.                    |
| 103                    | Michael Gogl (AUT)             | DNF-5                  |
| 104                    | Alexander Krieger (GER)        | 104.                   |
| 105                    | Jasper Philipsen (BEL)         | 92.                    |
| 106                    | Edward Planckaert (BEL)        | 110.                   |
| 107                    | Kristian Sbaragli (ITA)        | 71.                    |
| 108                    | Guillaume Van Keirsbulck (BEL) | 123.                   |

| Team DSM DSM | Team DSM DSM             | Team DSM DSM |
| ------------ | ------------------------ | ------------ |
| Num          | Ciclista                 | Pos          |
| 111          | Romain Bardet (FRA)      | 7.           |
| 112          | Alberto Dainese (ITA)    | 100.         |
| 113          | John Degenkolb (GER)     | 105.         |
| 114          | Nils Eekhoff (NED)       | 119.         |
| 115          | Chris Hamilton (AUS)     | 38.          |
| 116          | Andreas Leknessund (NOR) | 28.          |
| 117          | Martijn Tusveld (NED)    | 64.          |
| 118          | Kevin Vermaerke (USA)    | DNF-8        |

| Intermarché-Wanty-Gobert Matériaux IWG | Intermarché-Wanty-Gobert Matériaux IWG | Intermarché-Wanty-Gobert Matériaux IWG |
| -------------------------------------- | -------------------------------------- | -------------------------------------- |
| Num                                    | Ciclista                               | Pos                                    |
| 121                                    | Alexander Kristoff (NOR)               | 102.                                   |
| 122                                    | Sven Erik Bystrøm (NOR)                | 93.                                    |
| 123                                    | Kobe Goossens (BEL)                    | 47.                                    |
| 124                                    | Louis Meintjes (RSA)                   | 8.                                     |
| 125                                    | Andrea Pasqualon (ITA)                 | 51.                                    |
| 126                                    | Adrien Petit (FRA)                     | 111.                                   |
| 127                                    | Taco van der Hoorn (NED)               | 125.                                   |
| 128                                    | Georg Zimmermann (GER)                 | 44.                                    |

| Astana Qazaqstan Team AST | Astana Qazaqstan Team AST   | Astana Qazaqstan Team AST |
| ------------------------- | --------------------------- | ------------------------- |
| Num                       | Ciclista                    | Pos                       |
| 131                       | Alexey Lutsenko (KAZ)       | 9.                        |
| 132                       | Aleksandr Riabushenko (BLR) | 97.                       |
| 133                       | Joe Dombrowski (USA)        | 43.                       |
| 134                       | Fabio Felline (ITA)         | DNF-17                    |
| 135                       | Dmitriy Gruzdev (KAZ)       | 114.                      |
| 136                       | Gianni Moscon (ITA)         | DNF-8                     |
| 137                       | Simone Velasco (ITA)        | 31.                       |
| 138                       | Andrey Zeits (KAZ)          | 39.                       |

| EF Education-EasyPost EFE | EF Education-EasyPost EFE | EF Education-EasyPost EFE |
| ------------------------- | ------------------------- | ------------------------- |
| Num                       | Ciclista                  | Pos                       |
| 141                       | Rigoberto Urán (COL)      | 26.                       |
| 142                       | Ruben Guerreiro (POR)     | NP-9                      |
| 143                       | Alberto Bettiol (ITA)     | 41.                       |
| 144                       | Stefan Bissegger (SUI)    | 83.                       |
| 145                       | Owain Doull (GBR)         | 90.                       |
| 146                       | Magnus Cort (DEN)         | NP-15                     |
| 147                       | Neilson Powless (USA)     | 13.                       |
| 148                       | Jonas Rutsch (GER)        | 94.                       |

| Arkéa-Samsic ARK | Arkéa-Samsic ARK      | Arkéa-Samsic ARK |
| ---------------- | --------------------- | ---------------- |
| Num              | Ciclista              | Pos              |
| 151              | Nairo Quintana (COL)  | DQ               |
| 152              | Warren Barguil (FRA)  | NP-13            |
| 153              | Maxime Bouet (FRA)    | 50.              |
| 154              | Amaury Capiot (BEL)   | 85.              |
| 155              | Hugo Hofstetter (FRA) | 82.              |
| 156              | Matis Louvel (FRA)    | 74.              |
| 157              | Łukasz Owsian (POL)   | 42.              |
| 158              | Connor Swift (GBR)    | 70.              |

| Lotto-Soudal LTS | Lotto-Soudal LTS                            | Lotto-Soudal LTS |
| ---------------- | ------------------------------------------- | ---------------- |
| Num              | Ciclista                                    | Pos              |
| 161              | Caleb Ewan (AUS)                            | 135.             |
| 162              | Frederik Frison (BEL)                       | 131.             |
| 163              | Philippe Gilbert (BEL)                      | 76.              |
| 164              | Reinardt Janse van Rensburg (RSA) (estrada) | 132.             |
| 165              | Andreas Kron (DEN)                          | 73.              |
| 166              | Brent Van Moer (BEL)                        | 121.             |
| 167              | Florian Vermeersch (BEL)                    | 108.             |
| 168              | Tim Wellens (BEL)                           | NP-17            |

| Trek-Segafredo TFS | Trek-Segafredo TFS        | Trek-Segafredo TFS |
| ------------------ | ------------------------- | ------------------ |
| Num                | Ciclista                  | Pos                |
| 171                | Mads Pedersen (DEN)       | 99.                |
| 172                | Giulio Ciccone (ITA)      | 59.                |
| 173                | Tony Gallopin (FRA)       | 37.                |
| 174                | Alex Kirsch (LUX)         | DNF-6              |
| 175                | Bauke Mollema (NED) (CRI) | 25.                |
| 176                | Quinn Simmons (USA)       | 67.                |
| 177                | Toms Skujiņš (LAT) (CRI)  | 61.                |
| 178                | Jasper Stuyven (BEL)      | 81.                |

| TotalEnergies TEN | TotalEnergies TEN           | TotalEnergies TEN |
| ----------------- | --------------------------- | ----------------- |
| Num               | Ciclista                    | Pos               |
| 181               | Peter Sagan (SVK) (estrada) | 116.              |
| 182               | Edvald Boasson Hagen (NOR)  | 58.               |
| 183               | Maciej Bodnar (POL) (CRI)   | 115.              |
| 184               | Mathieu Burgaudeau (FRA)    | 68.               |
| 185               | Pierre Latour (FRA)         | 57.               |
| 186               | Daniel Oss (ITA)            | NP-6              |
| 187               | Anthony Turgis (FRA)        | 129.              |
| 188               | Alexis Vuillermoz (FRA)     | NP-10             |

| Israel-Premier Tech IPT | Israel-Premier Tech IPT | Israel-Premier Tech IPT |
| ----------------------- | ----------------------- | ----------------------- |
| Num                     | Ciclista                | Pos                     |
| 191                     | Chris Froome (GBR)      | NP-18                   |
| 192                     | Guillaume Boivin (CAN)  | NP-21                   |
| 193                     | Simon Clarke (AUS)      | NP-15                   |
| 194                     | Jakob Fuglsang (DEN)    | NP-16                   |
| 195                     | Guy Niv (ISR)           | 77.                     |
| 196                     | Hugo Houle (CAN)        | 24.                     |
| 197                     | Krists Neilands (LAT)   | 79.                     |
| 198                     | Michael Woods (CAN)     | NP-21                   |

| BikeExchange-Jayco BEX | BikeExchange-Jayco BEX        | BikeExchange-Jayco BEX |
| ---------------------- | ----------------------------- | ---------------------- |
| Num                    | Ciclista                      | Pos                    |
| 201                    | Michael Matthews (AUS)        | 78.                    |
| 202                    | Jack Bauer (NZL)              | 122.                   |
| 203                    | Luke Durbridge (AUS)          | NP-10                  |
| 204                    | Dylan Groenewegen (NED)       | 117.                   |
| 205                    | Amund Grøndahl Jansen (NOR)   | 133.                   |
| 206                    | Christopher Juul-Jensen (DEN) | 128.                   |
| 207                    | Luka Mezgec (SLO)             | 101.                   |
| 208                    | Nick Schultz (AUS)            | 23.                    |

| B&B Hotels-KTM BBK | B&B Hotels-KTM BBK          | B&B Hotels-KTM BBK |
| ------------------ | --------------------------- | ------------------ |
| Num                | Ciclista                    | Pos                |
| 211                | Franck Bonnamour (FRA)      | 66.                |
| 212                | Cyril Barthe (FRA)          | 80.                |
| 213                | Alexis Gougeard (FRA)       | 89.                |
| 214                | Jérémy Lecroq (FRA)         | 126.               |
| 215                | Cyril Lemoine (FRA)         | 113.               |
| 216                | Luca Mozzato (ITA)          | 103.               |
| 217                | Pierre Rolland (FRA)        | 69.                |
| 218                | Sebastian Schönberger (AUT) | 34.                |

Convenções:
- AB-N: Abandono na etapa "N"
- FLT-N: Retiro por chegada fora do limite de tempo na etapa "N"
- NTS-N: Não tomou a saída para a etapa "N"
- DES-N: Desclassificado ou expulsado na etapa "N"

## UCI World Ranking
O Tour de France outorgou pontos para o UCI World Ranking para corredores das equipas nas categorias UCI WorldTeam, UCI ProTeam e Continental. As seguintes tabelas são o barómetro de pontuação e os dez corredores que obtiveram mais pontos:
| Posição                  | 1.º  | 2.º | 3.º | 4.º | 5.º | 6.º | 7.º | 8.º | 9.º | 10.º | 11.º | 12.º | 13.º | 14.º | 15.º | 16.º | 17.º | 18.º | 19.º | 20.º | 21.º - 25.º | 26.º - 30.º | 31.º - 40.º | 41.º - 50.º | 51.º - 55.º | 56.º - 60.º |
| Classificação geral      | 1000 | 800 | 675 | 575 | 475 | 400 | 325 | 275 | 225 | 175  | 150  | 125  | 105  | 85   | 75   | 70   | 65   | 60   | 55   | 50   | 40          | 30          | 25          | 20          | 15          | 10          |
| Por etapa                | 120  | 50  | 25  | 15  | 5   |     |     |     |     |      |      |      |      |      |      |      |      |      |      |      |             |             |             |             |             |             |
| Líder                    | 25   |     |     |     |     |     |     |     |     |      |      |      |      |      |      |      |      |      |      |      |             |             |             |             |             |             |
| Classificação secundária | 120  | 50  | 25  |     |     |     |     |     |     |      |      |      |      |      |      |      |      |      |      |      |             |             |             |             |             |             |

| Classificação |                  |                                    |       |       |       |            |       |
| Posição       | Ciclista         | Equipa                             | Geral | Etapa | Líder | Secundária | Total |
| ------------- | ---------------- | ---------------------------------- | ----- | ----- | ----- | ---------- | ----- |
| 1.º           | Jonas Vingegaard | Jumbo-Visma                        | 1000  | 390   | 250   | 120        | 1760  |
| 2.º           | Tadej Pogačar    | UAE Emirates                       | 800   | 500   | 125   | 25         | 1450  |
| 3.º           | Wout van Aert    | Jumbo-Visma                        | 40    | 585   | 100   | 120        | 845   |
| 4.º           | Geraint Thomas   | Ineos Grenadiers                   | 675   | 65    | -     | -          | 740   |
| 5.º           | David Gaudu      | Groupama-FDJ                       | 575   | 35    | -     | -          | 610   |
| 6.º           | Aleksandr Vlasov | Bora-Hansgrohe                     | 475   | -     | -     | -          | 475   |
| 7.º           | Nairo Quintana   | Arkéa Samsic                       | 400   | 55    | -     | -          | 455   |
| 8.º           | Jasper Philipsen | Alpecin-Deceuninck                 | -     | 370   | -     | 50         | 420   |
| 9.º           | Romain Bardet    | DSM                                | 325   | 25    | -     | -          | 350   |
| 10.º          | Louis Meintjes   | Intermarché-Wanty-Gobert Matériaux | 275   | 50    | -     | -          | 325   |

Nota:
1. ↑  Só aplica para as classificações por pontos e montanha.